# Heinrich Schmitz (Gestapo)
Peter Heinrich Schmitz (* 15. Februar 1907 in Höchst am Main; † 21. August 1963 in Wiesbaden) war ein deutscher Kriminalkommissar, SS-Obersturmführer, Gestapobeamter, Kommandeur der Sicherheitspolizei und des Sicherheitsdienstes der SS, Mitarbeiter der Organisation Gehlen und des Bundesnachrichtendienstes (BND).

## Berufliche Entwicklung
Schmitz hatte nach seinem Schulabschluss ein Studium begonnen, das er aber nicht abschloss. Dafür wurde er 1931 bei der preußischen Polizei eingestellt. Sein ursprünglicher Einsatzort war bis 1933 das Kriminalamt (KKA) Bochum. Von dort wurde er im Sommer 1933 zur Qualifikation an das Polizei-Institut Charlottenburg geschickt und war während der Ausbildungszeit beim Staatspolizeiamt in Berlin eingesetzt. Im gleichen Kurs befand sich auch der damalige Kriminalsekretär Ludwig Albert, als einer seiner Kommilitonen. Die Ausbildung schloss Schmitz Ende März 1935 als Kriminalkommissar ab. Im Sommer 1939 erfolgte seine Versetzung zum Staatspolizeiamt Trier. Sein Vorgesetzter war hier der Leiter der Behörde, Kriminalrat Dr. Josef Kreuzer. Seinen Geschäftssitz hatte das Staatspolizeiamt in Trier, Christophstraße 1. Nach anfänglichem Dienst beim Erkennungsdienst wechselte Schmitz zum Dezernat Homosexuelle über. Hier lernte er den Referatsleiter des Bereiches Spionageabwehr, Carl-Theodor Schütz, kennen und übernahm 1939 die Leitung der Abteilung III. Kurz nach der deutschen Okkupation von Luxemburg im Mai 1940 übernahm sein Vorgesetzter Dr. Kreuzer die Leitung der dort eingesetzten Einsatzgruppe. Schmitz folgte ihm und unterstützte die Tätigkeit des im Hinterland von Wehrmachtseinheiten agierenden SS-Sicherheitsdienstes. Seinen Sitz hatte der Stab seiner Einsatzgruppe in Luxemburg-Stadt, in der Villa Pauly. Kurzzeitig soll er von Luxemburg aus 1940 mit einem Sonderauftrag zu den Einsatzgruppen in Polen abkommandiert gewesen sein. Im Juli 1941 kehrte Schmitz nach Trier zurück, wo er im Staatspolizeiamt für wenige Wochen die Leitung der Abteilung II (Kirchen- und Judenfragen) übernahm. Zum 1. April 1940 trat er der NSDAP bei (Mitgliedsnummer 8.034.478).

## Deutsch-sowjetischer Krieg
Im Vorfeld des deutsch-sowjetischen Krieges wurde Heinrich Schmitz Anfang 1941 für kurze Zeit zum Reichssicherheitshauptamt nach Berlin kommandiert. Hier erfuhr er, dass er für einen längerfristigen Einsatz, beginnend im April 1941, in Tilsit bei der Einsatzgruppe A vorgesehen war. Diese Einsatzgruppe, mit etwa 1.000 Kräften der Sicherheitspolizei, Ordnungspolizei, der SS- und des Sicherheitsdienstes, hatte den Auftrag, an der Seite der Heeresgruppe Nord den deutschen Überfall auf die Sowjetunion zu begleiten, wobei nicht nur die Eroberung eines neuen Territoriums, sondern zugleich die Vernichtung eines Landes, seiner Menschen und deren Ideologie als Ziel bekanntgegeben wurde. Kommandeur der Einsatzgruppe war SS-Brigadeführer und Generalmajor der Polizei Walter Stahlecker. Die Gruppe, zu der Schmitz gehörte, begann sofort nach Überschreiten der litauischen Grenze am 22. Juni 1941 mit zum Teil wahllosen Erschießungen, der Ermordung von Militärangehörigen, Frauen, Kindern und Kranken. Zwischendurch befand er sich für kurze Zeit wieder in Trier. Ab Herbst 1941 war er dann mit einer kleinen Sondereinheit dem Stab der Einsatzgruppe beim Befehlshaber der Sicherheitspolizei und des SD (BdS) Ostland in Kaunas zugeteilt, mit „Partisanenbekämpfung“ als hauptsächlichem Einsatzziel. Zunehmend wurden diese kleineren Gruppen spezieller Einsatzkräfte in regionale Kommandos umgewandelt und waren in Reval, Riga, Minsk und wie Schmitz, in Kaunas als Polizei-, Gestapo- und SD-Gruppen im Einsatz.
Schmitz selbst gehörte ab Oktober 1941 dem Einsatzkommando 3 unter Führung von SS-Standartenführer Karl Jäger an. Zunehmend nahm dieser in Doppelfunktion die Rolle eines regionalen Kommandeurs der Sicherheitspolizei und des Sicherheitsdienstes (KdS) ein. Zu diesem Zeitpunkt hatte Schmitz den Rang eines SS-Obersturmführers. Laut dem auf den 1. Dezember 1941 datierten „Jäger-Bericht“ wurden von diesem Kommando auf dem Territorium Litauens bis dahin 138.272 Personen ermordet, darunter allein 55.556 Frauen und 34.464 Kinder. Ab Jahresende 1941 war Schmitz als Leiter des Referates IV (Gestapo) beim KdS und als Stellvertreter von Jäger eingesetzt. Damit weitet sich seine Verantwortung als Gestapochef zunehmend auf den gesamten Raum Litauens aus. Zu seinen Aufgaben gehörten neben der Verfolgung von „Reichsfeinden“ auch die Selektion und die Zuordnung von gefangen genommenen Personen zu Erschießungen. Für das laufende Jahr 1942 wurden die Mordaktionen zwangsläufig etwas reduziert, da der Bedarf an Arbeitskräften sowie die Rekrutierung von Zwangsarbeitern aus der Region zeitweilig einen höheren Stellenwert erhielt. Ihre Versendung erfolgte bis nach Norwegen zum Straßenbau und Frankreich zur Errichtung von Küstenbefestigungsanlagen. Von Oktober 1942 bis August 1943 leitete Schmitz die Abteilung III beim KdS. In dieser Zeit wurden in seinem Zuständigkeitsbereich vor allem die Massenerschießungen wieder aufgenommen.
Am 2. August 1943 übernahm Schmitz das Amt des KdS für Litauen, da sich sein Kommandeur, SS-Standartenführer Jäger, als nicht mehr fähig erwies, die von Heinrich Himmler gestellten harten Forderungen an das Einsatzkommando 3 zu erfüllen. So wurden unter Schmitz´ Kommando am 26. Oktober 1943 allein 3.000 Juden ermordet. In Wilna hatte er selbst die Erschießung von 2.000 jungen Männern, von Frauen und Kindern befehligt. Ab 13. September 1943 gehörte auch das Ghetto Kaunas in seinen Zuständigkeitsbereich. Insgesamt hatten in dieser Phase die von ihm befehligten Einheiten 35.000 Juden ermordet. Mit dem Näherrücken der Roten Armee wurden diese Gewaltexzesse ab Frühjahr 1944 immer heftiger. Unter dem Kennzeichen „Kinderaktion“ ließ er am 27. und 28. März 1944 vom KZ Kaunas aus 1.000 Kinder und Kleinstkinder sowie 300 nicht mehr arbeitsfähige Alte auf Transport ins KZ Majdanek und KZ Auschwitz verbringen, die dann in den dortigen Lagern umgebracht wurden. Zu Vertuschungszwecken wurden mit zunehmendem Vorrücken der alliierten Streitkräfte in der sogenannten Sonderaktion 1005 „Enterdungskommandos“ zum Bergen und Vernichten der in Massengräbern verscharrten Toten eingesetzt. Durch sie wurden allein im näheren Umkreis des KZ Kaunas 45.000 Leichen geborgen und ihre Reste anschließend verbrannt. Noch bevor die sowjetischen Streitkräfte in Kaunas eintrafen, brachte Schmitz sich selbst in Sicherheit. Kurzzeitig kehrte er nach Trier zurück. Mit der Befreiung des litauischen Territoriums im Juli 1944 wurden die letzten Insassen des KZ Kaunas befreit und das Lager aufgelöst.
Ab Oktober 1944 befand sich Schmitz wieder auf der Dienststelle Tilsit des KdS in Insterburg und leitete die Abteilung V. (Kriminalpolizei). Als dann die Kommandoebene Tilsit im Dezember 1944 aufgelöst wurde, gehörte er zur Dienststelle des KdS von Königsberg, verblieb aber als Leiter der Außenstelle in Insterburg. Mit dem weiteren Heranrücken der Roten Armee wurden im März 1945 alle im Territorium verbliebenen SD- und Gestapobeamten in Pillau zusammengezogen und von dort nach Berlin verlegt. Schmitz selbst erhielt den Befehl, sich in Wien bei der dortigen BdS-Dienststelle einzufinden. Jedoch kam er wegen der anhaltenden Kämpfe nur bis Krems. Dann wurde er im Mai 1945 von Einheiten der US-Armee gefangen genommen.

## Entwicklung in der Nachkriegszeit
Bei den anschließenden Vernehmungen gab Schmitz den Falschnamen „Heinrich Franzen“ an und wurde nach kurzfristiger ergebnisloser Überprüfung im Juni 1945 wieder frei gelassen. Fortan lebte er in der Westzone und arbeitete in Bau- und Landwirtschaftsbetrieben unter diesem falschen Namen. Ende 1949 bekam er Kontakt zu Offizieren des amerikanischen Counter Intelligence Corps (CIC), für die er anfänglich unter seinem tatsächlichen Namen als nachrichtendienstlicher Informationsbeschaffer tätig wurde. Einer seiner Führungsoffiziere erteilte ihm Anfang 1950 den Auftrag, den seit Mitte 1945 genutzten Tarnnamen nunmehr für die verdeckte Nachrichtenbeschaffung zu verwenden, und so arbeitete er für die US-amerikanische Dienststelle unter dem Decknamen „Franzen“. Anfang 1950 wurde er nach Bad Godesberg versetzt und erhielt gezielt Aufträge zur Überprüfung der sich in diesem Raum bildenden BRD-Ministerien und Landesbehörden, ob sich unter dem rekrutierten Personal Kommunisten befänden. Ab Sommer 1950 wurde er beim CIC als hauptamtlicher Mitarbeiter im Rahmen der Operation Campus geführt. In dieser Zeit war er unter anderem auch zur Überprüfung und Ermittlungen der Identität von Heinz Felfe eingesetzt.

### In der Organisation Gehlen
Ab 1952 übernahm die Organisation Gehlen (OG) die Beauftragung und Führung von Schmitz, der weiterhin im Raum Bonn und Bad Godesberg eingesetzt war. Ab März 1953 wurde er bei der OG unter der Nummer V-2006,6 geführt. Zeitweilig war hier der frühere SS-Obersturmbannführer Wilhelm-Heinrich Schmitz (1903–1968) sein Führungsoffizier, der ihn mit bestimmten Ermittlungen und Personenüberprüfungen beauftragte. In dieser Phase lief gegen Heinrich Schmitz ein ziviles Ermittlungsverfahren wegen Verwendung eines falschen Namens, das im Mai 1956 durch die Staatsanwaltschaft Wiesbaden eingestellt wurde. Jedoch war er auch durch andere, zumeist private Aktivitäten ins Visier verdeckter Ermittlungen geraten, nachdem er an sogenannten SD-Stammtischen teilgenommen hatte, wo sich in unregelmäßigen Abständen frühere Offiziere des Sicherheitsdienstes und Beamte der Sicherheitspolizei in kleinen Gesprächsrunden trafen. Mehrfach wurde Schmitz 1955 und 1956 zu seinen Tätigkeiten während der NS-Zeit befragt. Diese Lebensphasen in Erinnerung, schrieb er auch einen Lebenslauf, den er mit dem Datum des 14. Mai 1956 an die für ihn zuständigen Beamten übergab. Wegen nicht näher benannter Sicherheitsrisiken und bestehender Verdachtsmomente, die sowohl die inneren Verhältnisse des BND als auch Zugriffsmöglichkeiten durch fremde Geheimdienste betrafen, wurde die Dienststelle der Organisation Gehlen, zu der Schmitz gehörte, aufgelöst, wobei er vermutlich als freier Mitarbeiter nicht davon betroffen war.

### Beim BND
Ab 1956 war Schmitz unter dem Decknamen „Lohengrin“ für den Bundesnachrichtendienst (BND) tätig. Diese falsche Identität wurde nachweislich wegen seiner zu diesem Zeitpunkt den Führungsoffizieren beim BND bekannten früheren Gestapotätigkeit verwendet. Zunächst führte er über viele Monate eine Gruppe von observierenden Mitarbeitern des BND. In Berichten aus diesen Jahren seiner BND-Zugehörigkeit, die nach ihrem Eingang direkt an den Chef des BND, Reinhard Gehlen, weitergeleitet wurden und mit „Lohengrin“ unterzeichnet waren, dokumentierte er verdeckte Ermittlungen gegen die vermeintlichen Konkurrenten des BND, wie Otto John als Präsident des Bundesamtes für Verfassungsschutz sowie Friedrich Wilhelm Heinz. Im April 1957 wurde Schmitz in ein Angestelltenverhältnis beim BND übernommen. Einer seiner Untergebenen war hier sein früherer Kollege aus der Einsatzgruppe A, damals SS-Untersturmführer Richard Schweizer (* 1910). Zwei Jahre später, am 15. Oktober 1959, wurde ein Haftbefehl gegen Schmitz erlassen und seine Festnahme in Schlangenbad, im Rheingau-Taunus-Kreis vollzogen. Bei der Bearbeitung des Ermittlungsverfahrens gegen seinen früheren Vorgesetzten Karl Jäger durch die Staatsanwaltschaft war er erneut ins Visier der Ermittlungsbehörden geraten. Die gegen ihn erhobenen Anschuldigungen bezogen sich vornehmlich auf seine Tätigkeit beim Einsatzkommando 3 in den Jahren von 1941 bis 1944. Daraufhin wurde er vom BND beurlaubt, erhielt jedoch während der Untersuchungshaft weiterhin seine monatlichen Bezüge. Erst ab Januar 1962 wurde der bisherige Betrag auf eine monatliche Abfindung von 830 D-Mark abgesenkt. Um diese Zahlung zu vertuschen, ging der BND im April 1962 mit der Ehefrau von Schmitz ein Scheinarbeitsverhältnis ein, indem sie pro forma bei der Behörde angestellt wurde. Im Dezember 1962 wurde Schmitz mit gerichtlichen Auflagen aus der U-Haft entlassen. Nunmehr verständigten sich die weiteren Beschuldigten des Verfahrens darauf, Jäger als den Hauptverantwortlichen für die in Litauen begangenen Kriegsverbrechen zu benennen, der allerdings bereits 1959 verstorben war. Obwohl Schmitz selbst in weiteren Vernehmungen behauptete, in der besagten Zeit ab Oktober 1943 eine Rückversetzung ins Reich erhalten zu haben, konnte ihm seine, auch ab diesem vermeintlichen Zeitpunkt, persönliche Beteiligung an Massenerschießungen und den Mordaktionen bewiesen werden. Vom Zeitpunkt seiner Haftentlassung an bestand zwischen Schmitz und dem BND ein unbefristetes Arbeitsverhältnis.
Heinrich Schmitz war verheiratet. Er verstarb am 21. August 1963 in Wiesbaden.